# Intimidad
Pour les articles homonymes, voir Intimité.
Intimidad ou Intimité au Québec est une série télévisée espagnole en huit épisodes de 45-52 minutes écrite par Verónica Fernández et Laura Sarmiento. Elle a été mise en ligne le 10 juin 2022 sur Netflix.

## Synopsis
Malen est une femme politique qui brigue la mairie de Bilbao, mais une vidéo d'elle ayant une relation sexuelle est diffusée pour la déstabiliser publiquement. Ane, la sœur de Begoña, une enseignante de la fille de Malen, est retrouvée noyée. Elle s'est suicidée après que des images sexuelles d'elle aient circulé sur son lieu de travail. Une policière, Alicia, va enquêter sur les deux affaires.

## Fiche technique
- Scénario : Verónica Fernández et Laura Sarmiento
- Réalisation : Jorge Torregrossa, Ben Gutteridge, Koldo Almandoz, Marta Font
- Production : Txintxua Films

## Distribution

### Acteurs principaux
- Itziar Ituño (VF : Audrey Sourdive) : Malen Zubiri
- Patricia López Arnaiz (VF : Marie Tirmont) : Begoña Uribe
- Emma Suárez (VF : Nathalie Spitzer) : Miren
- Verónica Echegui (VF : Alice Taurand) : Ane Uribe
- Ana Wagener (VF : Marie-Laure Dougnac) : Alicia Vásquez
- Yune Nogueiras (VF : Stéphanie Le Touzic) : Leire
- Marc Martínez (es) : Alfredo
- Jaime Zatarain (VF : Emmanuel Curtil) : Kepa
- Eduardo Lloveras (VF : Bertrand Nadler) : César Barretxeguren

 Source et légende : version française (VF) sur RS Doublage

## Production

### Genèse
La série s'inspire d'une histoire réelle en développant une histoire originale. Le point de départ est un délit dont a été victime la femme politique espagnole Olvido Hormigos,.

### Choix de la distribution
L'actrice Itziar Ituño est choisie pour le rôle principal, elle a été révélée par la série La casa de papel et elle est originaire du pays basque. Les autres rôles principaux sont tenus par les actrices Patricia López Arnaiz, récemment couronnée par le prix Goya, et Emma Suárez, double lauréate de ce prix.

### Tournage
La série est tournée dans la province de Biscaye dans le Pays basque espagnol.

## Épisodes
1. Les médias mortels (Medio mortal)
2. Position / Exposition (Posición / Exposición)
3. Prosopagnosie (Prosopagnosia)
4. La chute (La caída)
5. Nos rôles (En funciones)
6. Seule (Sola)
7. Demain (Mañana)
8. Une décision (Una decisión)

## Réception critique
Pour El Diario, la série ne se contente pas de mener une intrigue judiciaire, car « son principal objectif est de montrer à la société un fait aussi évident que les femmes sont les victimes quand on transgresse leur vie privée ».
Pour La Tercera, Intimidad est « une série qui ose aborder des thèmes comme la violation de la vie privée et le machisme, de manière sobre et assurée, soutenue par le jeu impeccable de ses actrices ».